# Merely Mary Ann
Merely Mary Ann er en amerikansk stumfilm fra 1916 af John G. Adolfi.

## Medvirkende
- Vivian Martin som Mary Ann.
- Edward Hoyt som Smudge.
- Harry Hilliard.
- Laura Lyman.
- Isabel O'Madigan.